# Melanargia mauritanica
Melanargia mauritanica är en fjärilsart som beskrevs av Charles Oberthür 1876. Melanargia mauritanica ingår i släktet Melanargia och familjen praktfjärilar. Inga underarter finns listade i Catalogue of Life.